# Vila Nova de Paiva (freguesia)
Pour l’article homonyme, voir Vila Nova de Paiva.
Vila Nova de Paiva est une ancienne paroisse civile portugaise (en portugais : freguesia) de la municipalité de Vila Nova de Paiva dans le district de Viseu.
La loi no 11-A/2013 du 28 janvier 2013, portant réorganisation administrative du territoire des freguesias, fusionne Vila Nova de Paiva avec les paroisses voisines d'Alhais et Fráguas pour former l’União das freguesias de Vila Nova de Paiva, Alhais e Fráguas (dont le siège est à Vila Nova de Paiva).